# 尚博尔奈莱贝勒沃
尚博尔奈莱贝勒沃（法語：Chambornay-lès-Bellevaux，法語發音：[ʃɑ̃bɔʁnɛ lɛ bɛlvo]）是法国上索恩省的一个市镇，属于沃苏勒区。

## 地理
尚博尔奈莱贝勒沃（47°23'27"N, 6°6'23"E）面积5.89 平方千米，位于法国勃艮第-弗朗什-孔泰大區上索恩省，该省份为法国东部内陆省份，北起顺时针与孚日省、贝尔福地区省、杜省、汝拉省、科多尔省和上马恩省接壤。
与尚博尔奈莱贝勒沃接壤的市镇（或旧市镇、城区）包括：特赖蒂耶方丹、蒂雷勒蒙、瓦勒鲁瓦、锡雷、讷韦勒莱克罗马里。

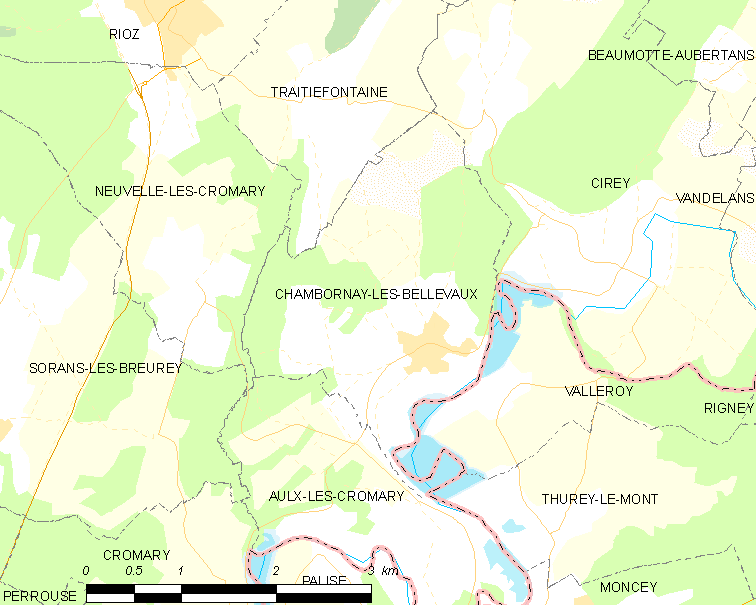
尚博尔奈莱贝勒沃的OSM定位图

尚博尔奈莱贝勒沃的时区为UTC+01:00、UTC+02:00（夏令时）。

## 行政
尚博尔奈莱贝勒沃的邮政编码为70190，INSEE市镇编码为70118。

## 政治
尚博尔奈莱贝勒沃所属的省级选区为里奥县。

## 人口

1962-2008年间尚博尔奈莱贝勒沃人口变化图示

尚博尔奈莱贝勒沃于2022年1月1日时的人口数量为185人。